# Aura Undae
Le Aura Undae sono una struttura geologica della superficie di Titano.